# Afghaanse sneeuwvink
De Afghaanse sneeuwvink (Pyrgilauda theresae; synoniem: Montifringilla theresae) is een zangvogel uit de familie van mussen (Passeridae), niet uit de familie van vinken (Fringillidae).

## Kenmerken
Hun lengte kan varïeren van 13.5 tot 15 cm. Het mannetje is grijsbruin met wat wit in de vleugels. Rond de ogen is het zwart. Het vrouwtje is lichter bruin en rond de ogen is het grijs, in plaats van zwart. Ook heeft het vrouwtje minder wit op de vleugels.

## Leefwijze
Het voedsel van de Afghaanse sneeuwvinken bestaat uit zaden en insecten. Voortplanting gebeurt in de holen van eekhoorns en marmotten. Daarin wordt een nest gecreëerd van haren en veren.

## Verspreiding en leefgebied
Afghaanse sneeuwvinken zijn endemisch in Afghanistan en zijn tot dusver enkel waargenomen in de Hindoekoesj. Zover bekend is het de enige in Afghanistan endemische vogel.